# Itata vadia
Itata vadia là một loài nhện trong họ Salticidae.
Loài này thuộc chi Itata. Itata vadia được Elizabeth Maria Gifford Peckham & George William Peckham miêu tả năm 1894.